# P4 Norrbotten
P4 Norrbotten, Radio Norrbotten, Norrbottensradion, SR Norrbotten, Sveriges Radio Norrbotten, är Sveriges Radios lokalradiostation som sänder 2 600 timmar radio per år i P4 över Norrbottens län och producerar 800 timmar program per år för rikskanalerna P1, P2, P3, P4 och Sisuradio. Sändningarna startade den 14 februari 1977 (då i P3).
Huvudredaktionen ligger i Luleå och det finns lokalredaktioner i Kiruna, Pajala och Övertorneå, i samverkan med Sameradion och Meänraatio. Sveriges Radio har även redaktioner i Karesuando, Arvidsjaur (Sameradion) och Haparanda (Sisuradio).
Utöver svenskspråkiga program sänds dagligen program på finska och tornedalsfinska i Meänraatio. 
Kanalen har cirka 40 anställda och anlitar utöver det medarbetare på frilans. Kanalchef är Patrik Boström.